# Verletzter (Strafprozessrecht)
Verletzter ist im Strafprozessrecht Deutschlands eine Person, die durch eine Straftat unmittelbar in einem Rechtsgut verletzt ist. Der Begriff ist im Gegensatz vor allem zu den Begriffen Tatopfer und Geschädigter in § 373b der Strafprozessordnung Deutschlands gesetzlich definiert.

## Legaldefinition
§ 373b StPO lautet seit dem 1. Juli 2021:
(1) Im Sinne dieses Gesetzes sind Verletzte diejenigen, die durch die Tat, ihre Begehung unterstellt oder rechtskräftig festgestellt, in ihren Rechtsgütern unmittelbar beeinträchtigt worden sind oder unmittelbar einen Schaden erlitten haben.
(2) Verletzten im Sinne des Absatzes 1 gleichgestellt sind
1. der Ehegatte oder der Lebenspartner,
2. der in einem gemeinsamen Haushalt lebende Lebensgefährte,
3. die Verwandten in gerader Linie,
4. die Geschwister und
5. die Unterhaltsberechtigten

## Frühere Definitionen
Bevor der Begriff ausdrücklich in der StPO definiert wurde, wurde er von Rechtsprechung und strafprozessualer Literatur definiert. Dabei wurde nur das von der Strafrechtsordnung anerkannte Interesse einbezogen. Der Begriff des Verletzten wurde weit ausgelegt, weil der Schutz des Legalitätsprinzips innerhalb des gesetzlichen Rahmens umfassend sein sollte. Hierbei waren auch das Genugtuungsinteresse und zivilrechtliche Wertungen zu berücksichtigen. Als Verletzter galt schon, wer eine gegen sich gerichtete Straftat behauptet, deren tatsächliche Begehung dann für seine Stellung als Verletzter unterstellt wird. Neben natürlichen Personen konnten als Verletzte zum Beispiel auch juristische Personen, Behörden und Regierungen in Betracht kommen. Es reichte nicht aus, dass der Antragsteller durch die angezeigte Straftat lediglich wie jeder andere Staatsbürger betroffen war. Als Verletzter sollte aber „nur derjenige angesehen werden, der durch die schädigende Handlung – ihre Begehung unterstellt – unmittelbar in seinen Rechten, Rechtsgütern oder rechtlich anerkannten Interessen beeinträchtigt ist.“ Beispielsweise sollte ein Anteil an einer juristischen Person nach der Rechtsprechung nicht ausreichen, die Verletzte sei in diesem Fall nur die juristische Person selbst.

## Rechtsstellung
Aus der Stellung als Verletzter ergeben sich die im Fünften Buch der Strafprozessordnung genannten Beteiligungsrechte.
- Privatklage (§ 374 StPO)
- Nebenklage (§§ 397 ff. StPO)
- Adhäsionsverfahren (§§ 403 ff. StPO)
- Sonstige Befugnisse (§§ 406d ff. StPO), insbesondere
  - Auskunft über den Stand des Verfahrens (§ 406d StPO),
  - Akteneinsicht (§ 406e StPO),
  - Verletztenbeistand (§ 406f StPO) und
  - Psychosoziale Prozessbegleitung (§ 406g StPO).

Zudem gibt es die Möglichkeit der Klageerzwingung (§§ 170 ff. StPO).
Das Bundesverfassungsgericht geht in ständiger Rechtsprechung davon aus, dass ein verfassungsrechtlich verbürgter Anspruch eines Einzelnen auf Strafverfolgung eines Dritten durch den Staat nicht besteht. Ein (jedenfalls damals) gesetzlich nicht geregeltes Recht, Ermittlungen zu erzwingen, kann jedoch nach der Tennessee-Eisenberg-Entscheidung vom 26. Juni 2014 bei erheblichen Straftaten gegen das Leben, die körperliche Unversehrtheit, die sexuelle Selbstbestimmung und die Freiheit der Person, bei Delikten von Amtsträgern oder bei Straftaten, bei denen sich die Opfer in einem besonderen Obhutsverhältnis zur öffentlichen Hand befinden, bestehen und einen Anspruch auf Strafverfolgung Dritter begründen, d. h. einen Anspruch auf förmliche Einleitung eines Ermittlungsverfahrens gegen den Beschuldigten durch die zuständige Staatsanwaltschaft.
Im Jugendstrafverfahren kann Privatklage nicht erhoben werden (§ 80 Abs. 1 JGG). Die Nebenklage ist nur in bestimmten Fällen zulässig (§ 80 Abs. 3 JGG). Die Vorschriften über das Adhäsionsverfahren sind nicht anwendbar (§ 81 JGG).

## Beispiele
Verletzter eines Diebstahls ist der Eigentümer oder der Besitzer der gestohlenen Sache, Verletzter einer unterlassenen Hilfeleistung ist der in Not Geratene. Keine Verletzten sind dagegen etwa diejenigen, die bei einer Gefährdung des Straßenverkehrs in Gefahr geraten.

## Statistik
Die Polizeiliche Kriminalstatistik erfasst für einige Straftaten die Opfer. Bei „Straftaten insgesamt mit Opfererfassung“ werden ca. 1 Mio. Menschen pro Jahr in Deutschland genannt, die erfassten Bereiche sind dabei:
- Straftaten gegen die persönliche Freiheit
- Straftaten gegen die körperliche Unversehrtheit
- Straftaten gegen die sexuelle Selbstbestimmung
- Straftaten gegen das Leben

Die Straftat Körperverletzung hat mit 600.000 Verletzten/Jahr die größte Relevanz, darunter ist die „vorsätzliche einfache Körperverletzung“ mit 420.000 die häufigste. Dann kommen Bedrohung (120.000 Verletzte/Jahr) und Nötigung (70.000 Verletzte/Jahr). Fehlt ein öffentliches Interesse an der Strafverfolgung werden die Verletzten bei diesen häufigen Delikten auf die Privatklage verwiesen, dieser Verweis geschieht 200.000 Mal im Jahr.